# 会社法
会社法（かいしゃほう、平成17年7月26日法律第86号、英語 : Companies Act）は、会社の設立、組織、運営および管理に関する日本の法律である。
法務省民事局が所管している。
同時に成立した会社法の施行に伴う関係法律の整備等に関する法律（平成17年法律第87号、以下「整備法」）では、関連法律を本法に適合させるための改廃が行われた。

## 会社法の意義等
会社法には2つの意味がある。1つは固有の法律である｢会社法｣（平成17年7月26日法律第86号）を指す。
もう1つは「実質的意義の会社法」で会社の利害関係者の利害調整を行う法律のことを指す。｢実質的意義の会社法｣には、会社法施行規則、会社計算規則、電子公告規則、社債株式等振替法、担保付社債信託法、商業登記法などが含まれる。
その他にも会社にかかわる法律は多数あり取引においては民法や商法、税制に関しては法人税法、また競争政策上会社に制約を課す私的独占の禁止及び公正取引の確保に関する法律（独占禁止法）など多岐に渡る。
「実質的意義の会社法」が持つ特徴は利害関係者の利害調整を主な目的として会社の組織、運営について定めたルールという点である。ここで言う「利害関係者」は主に株主と会社債権者を指す。

## 歴史
日本では従来固有の法律としての「会社法」は存在しなかった。その代りに会社に関する法の総称（「実質的意義の会社法」）として会社法の用語が用いられていた。
日本で会社に関する最初の一般的規則はお雇い外国人（ドイツ人）、法学者ヘルマン・ロエスレル起草草案をもとに制定された商法（明治23年法律番号32号）1編6章である。その後商法は明治32年に改正され現在の商法、会社法の原型となる。特に商法の会社法規定である商法旧第2編会社（以下「旧法」）は高頻度で大改正を受けつつ、日本の会社に関する一般規定として存続した。
戦後は企業不祥事をきっかけに監査役制度の強化がされ指名委員会等設置会社や業務の適正を確保するための体制（内部統制システム）の導入など、会社に対する規制が強化される方向に進んだ。一方で資金調達に関しては調達手段を多様化、拡大し、規制を緩和、合理化する傾向が続いている。
2005年6月「会社法」が国会で成立、2006年5月に施行された。これに伴いかつて会社法としての役割を果たしていた「旧法」、有限会社法、株式会社の監査等に関する商法の特例に関する法律（商法特例法または監査特例法）等は会社法に統合、再編成された。

## 構成
- 第一編　総則
- 第二編　株式会社
- 第三編　持分会社
- 第四編　社債
- 第五編　組織変更、合併、会社分割、株式交換及び株式移転
- 第六編　外国会社
- 第七編　雑則
- 第八編　罰則

## 役割
会社法の役割として、第一に会社の取引相手を保護するという役割がある。具体的には、会社の法律関係、事実関係を明確にし、法人格を与え、必要な情報を開示することで保護が図られている。
第二に、利害関係者の権利利益を保護し、会社制度によって利益を得やすい仕組みを作ることが挙げられる。株式会社では利害関係者たちの合意があれば、定款によって異なる定めができる規定が多数存在する。柔軟な制度にすることで利害関係者の利益を実現するのが目的である。
第三に、法律関係を明確にすることができる。例えば、「会社の組織に関する訴え」（828～846条）の多くは、一定の期間に訴訟をしなければ法的主張ができないようになっている。これによって、法律関係を早期に安定させることができる。
もっとも、これらの役割は会社法のみならず、様々な法律、慣行などによっても果たされている。

## 会社法上の会社の種類
2006年（平成18年）5月以降、会社法の規定する会社の種類は4種類あり（2条1項）、横断的な規制の下に置かれる。

### 株式会社
社員全てが有限責任からなる会社。株主の責任は、その有する株式の引受価額が限度となる（104条）。

### 持分会社
合名会社、合資会社および合同会社を持分会社と総称する。
合名会社
社員全てが無限責任社員からなる会社。
合資会社
無限責任社員と有限責任社員からなる会社。
合同会社
社員の全部が有限責任社員である会社。会社法で2006年（平成18年）5月1日に新たに導入された会社形態。出資の範囲内に責任が限定される物的会社の安全性と、人的会社において認められる内部規律の高い自由度を併せ持つ組織として会社法により新たに誕生した。
持分会社の利点である幅広い定款自治やシンプルなガバナンス構造などがメリットとしてあり、間接有限責任のメリットと併せて普及が見込まれた。旧有限会社の新規設立よりも設立費用が低減できるメリットもあり、将来に株式会社に移行するための前段階としての会社形態としても有効といわれている。一方で、株式会社から合同会社へ転換する動きも一部では見受けられている。
合同会社は、法務省により法人格を有する企業形態として立案された。いわゆる日本版LLC (Limited Liability Company) として米国のようなパススルー税制（構成員課税）が期待されたものの、財務省は法人格を有することなどを理由として法人税の課税対象から外すことを承認しなかった。
そこで、経済産業省は2005年8月1日に有限責任事業組合（後述）という会社形態を創設した。

### その他
会社法以外で規定されている会社の種類。
相互会社
保険業法に規定されているが、営利を目的としてはいないため前記4種類の会社とは性質を異にする。
有限会社
2006年（平成18年）4月30日をもって有限会社法が廃止されたため新設立はできない。会社法の施行時点で存在していた有限会社は、株式会社の一種としての「特例有限会社」として取り扱われ、商号中に有限会社の文言使用を義務付けられている。特例有限会社に対しては、原則として会社法の中の「取締役会を設置しない株式会社」の規定が適用される。
有限責任事業組合
法人格のない（したがって構成員課税となる）、合同会社と類似の企業形態。「日本版LLP（ここでいうLLPは英国のLLP）」。有限責任事業組合契約に関する法律に規定される。
企業間や産学協同で事業化を目指す場合など、リスクが高い場合に有効な制度であると考えられている。合同会社との主要な違いは、税制上の違い（前述）のほか、登記上の取扱い、2人以上の組合員が必要であること、会社への組織変更ができないことなど。

## 株式会社

### 株式
株式の発行につき、証券（株券）を発行しないことが原則となった。この点は社債と同様である。
株式会社は、定款で定めることで株券を発行することができ、この場合その会社を「株券発行会社」という（会社法117条7項かっこ書き） 。
定款に定める発行可能株式総数（いわゆる授権資本枠）は、株式消却により減少する旨の記載が定款にない場合には、減少しないこととなり発行済株式数のみが減少することとなった。
当該株式の取得に発行会社の承認を要する旨のいわゆる譲渡制限株式は、全株に共通する内容として、また、種類株式ごとに種類として規定することも可能である。
株式会社が一定の事由が生じた場合には、株主の同意なく発行株式を取得することができるとする取得条項付株式の発行が認められている。
複数の種類株式を発行する株式会社は、株主総会の特別決議により特定の種類株式を全部取得できる旨の全部取得条項付種類株式を発行することができる（これにより、いわゆる「100％減資」が必要な企業再生が容易となることが期待される）。
株式の分割、併合により生じる1株に満たない端数については、会社がまとめて売却、換価して代金を交付するものとされた。

#### 株式会社の機関設計
会社法では、株式会社の機関設計にあたり配慮すべき対象は、以下の2つの視点から整理される。
- 公開会社[注釈 7]の場合 - 出資者保護の観点
- 会社の規模に応じて、大会社、大会社でない会社のいずれかの場合 - 債権者保護の観点

株式会社には、株主総会および取締役は置かなければならない。その他の機関である取締役会、会計参与、監査役、監査役会、会計監査人または委員会については、会社の規模（大会社か大会社でない会社か）や株式の譲渡制限の有無（公開会社か公開会社でない会社か）などに応じて、それを設置するか否かを選ぶことができ、または、設置、不設置の義務が生じるなど、規律の違いがある。任意に設置できる機関の選択により、39通りもの種々の柔軟な機関設計が可能となる。
なお、2015年5月27日に施行された「会社法の一部を改正する法律」において新たに監査等委員会設置会社が導入された。また、株主総会に関しては、2025年2月4日、会場を設けずにオンラインのみで実施する形式のもの（バーチャルオンリー株主総会）を開催できるよう、開催場所を定めなければならないとした規定の改正が同月10日に法制審議会に諮問されることが発表された。
| 株式会社の分類         | 株式会社の分類                                | 株式会社の機関 | 株式会社の機関 | 株式会社の機関 | 株式会社の機関 | 株式会社の機関 | 株式会社の機関 | 株式会社の機関 |
| 株式会社の分類         | 株式会社の分類                                | 株主総会       | 取締役         | 取締役会       | 監査役         | 監査役会       | 会計監査人     | 会計参与       |
| ---------------------- | --------------------------------------------- | -------------- | -------------- | -------------- | -------------- | -------------- | -------------- | -------------- |
| 公開会社               | 大会社                                        | 義務           | 義務           | 義務           | 義務           | 義務           | 義務           | 任意           |
| 公開会社               | 大会社でない会社                              | 義務           | 義務           | 義務           | 義務           | 任意           | 任意           | 任意           |
| 公開会社でない株式会社 | 大会社                                        | 義務           | 義務           | 任意           | 義務           | 任意           | 義務           | 任意           |
| 公開会社でない株式会社 | 大会社でない会社 （会計監査人を置くとき）     | 義務           | 義務           | 任意           | 義務           | 任意           | (置く)         | 任意           |
| 公開会社でない株式会社 | 大会社でない会社 （会計監査人を置かないとき） | 義務           | 義務           | 任意           | 任意           | 任意           | （置かない）   | 任意           |
| 指名委員会等設置会社   | 指名委員会等設置会社                          | 義務           | 義務           | 義務           | 設置できない   | 設置できない   | 義務           | 任意           |

##### 業務の適正を確保するための体制の整備
大会社、指名委員会等設置会社および監査等委員会設置会社においては、取締役の職務執行が法令および定款に適合することを確保するなどの業務の適正を確保するための体制（内部統制システム）を設けることが義務付けられている。具体的には、取締役会決議によって内部統制システムの大綱を決定したうえで、各事業部門の担当取締役をして具体的なシステムの詳細を整備させる必要がある。

#### 旧法
旧法においては、株式会社は以下の4類型のみの機関設計が認められていた。
1. 委員会を設置しない大会社（みなし大会社とよばれる中会社を含む）
  - 監査役3名以上（うち半数以上が社外監査役）、監査役会および会計監査人の設置義務
2. 上記＋重要財産委員会
  - 取締役10名以上（うち1名以上が社外取締役）
3. 委員会等設置会社（大会社およびみなし大会社に認められる）
  - 監査役（会）設置不可、重要財産委員会設置不可
4. その他の中小会社

有限会社についても監査役を置くか否か、また代表取締役を置くか否かの4通りの機関設計のみが認められるに過ぎなかった。

## 資本金、配当、計算
資本金の最低金額に制限はない。資本金を1円として各種の会社を設立することができる。また、設立後に一定の手続きを行うことによって資本金の額を0円にする事も可能。
剰余金の配当などの資本の部における計数の変動は、定時株主総会に限らずいずれの株主総会において原則可能である。純資産額300万円未満の株式会社については、配当などの方法による株主に対する剰余金の配当が禁止される。
配当については、毎事業年度末に「連結配当規制」の適用を受けるか受けないかを選択できる。これは、事業が企業グループで行われている場合で、企業グループとして財源規制を受けるもの。なお、単体ベースで黒字であることが必要であり、その上で、子会社の赤字と連結して残った剰余金を配当することとなる。本体が赤字である場合は連結配当規制の適用は受けられない。
会計監査人設置会社は、連結計算書類を作成することができ、大会社である有価証券報告書提出会社は、連結計算書類の作成が会社法上も義務付けられている。

## 社債
株式会社、持分会社のいずれの会社も社債の発行が可能である。社債を規律する他の特別法としては、担保付社債信託法、社債等登録法、社債、株式等の振替に関する法律が挙げられる。
社債は、株式同様、原則として証券（社債券）を発行しない。社債券は、社債券を発行することを発行決議により定めた場合にのみ発行することができる。また、株式と異なり、社債の種類ごとに券面の発行・不発行を選択することができる。
社債は、銘柄統合をできるようになった。

## 組織変更、合併、会社分割、株式交換及び株式移転等

### 組織変更
会社法における組織変更とは、株式会社が持分会社になること又は持分会社が株式会社になることをいう（2条26項イ、ロ）。旧法では合資会社と合名会社、株式会社と有限会社のそれぞれの間のみでの組織変更が認められていた。4種類の会社形態のいずれからも他の会社形態への変更も可能であるが、持分会社間での会社形態への変更は、ここでいう組織変更にはあたらない（社員が負担する責任の限度の変更により行われるため、手続として可能である）。
なお、特例有限会社は通常の株式会社に変更することができる。

### M&A
会社のM&A（合併、買収）に関しては、いわゆる黄金株や、より実践的な「ポイズン・ピル（毒薬条項）」等を用いることが、会社法上明示で認められることから、これらを買収防衛策・買収対抗策として用いることが想定されている。関連して、東京証券取引所は当初、投資家保護に問題があるとして、黄金株の導入を原則として上場廃止事由とする方針を打ち出していたが、後に、株主総会での普通決議により黄金株の拒否権を無効にできるとする「停止条項」を定款に盛り込むことを条件に容認する方針に転換している。
合併の対価として、存続会社の株式等に限らず金銭等を含めたその他の財産の交付を行うことができるものとされている。これによりいわゆる三角合併や交付金合併も可能となる。かかる規定は会社法施行の日である2006年5月1日から1年間は適用されないものとされている。
また、合併の対価として何も交付しないこと（無対価合併）も明文で認められた（744条1項5号で「金銭等・・・を交付するときは」と規定し、無対価もあり得る旨の規定ぶりとなっている。）。

## 会社整理の廃止
旧法に定められていた会社整理は廃止された。同手続は、民事再生法の成立（2000年4月施行）により実質的に存在意義が失われていた。

## その他
- 従来「調査および確認に膨大な手間がかかる」などとして批判の多かった同一市区町村における類似商号規制が撤廃された。（ただし、同住所に同名の会社を設立することはできない。）
- 特別背任罪など会社法上の一定の犯罪について、国外犯を処罰できる旨の規定が設けられた。
- 資本確定の原則が完全に放棄され、設立段階においてもいわゆる株式の打切発行が認められることに伴い、株式の払込責任を逃れる目的で他人名義や架空人名義で株式の引受を行うことを禁ずる「株式払込責任免脱罪」の規定は存在意義を失うため、廃止されることとなった。
- 2012年9月7日開催の法制審議会（第167回会議）において、監査・監督委員会設置会社制度や多重株主代表訴訟の新設等を内容とする「会社法制の見直しに関する要綱案」及び附帯決議が採択されたが、国会への提出は未了である。同要綱案では社外取締役の設置の強制は見送られた。

## 下位法令及び経過措置

### 下位法令
- 会社法施行令　e-Gov法令検索
- 会社法施行規則　e-Gov法令検索
- 会社計算規則　e-Gov法令検索
- 電子公告規則　e-Gov法令検索

### 経過措置
- 会社法の施行に伴う関係法律の整備等に関する法律（平成17年法律第87号：通称、整備法）　e-Gov法令検索
- 会社法の施行に伴う関係法律の整備等に関する法律の施行に伴う経過措置を定める政令（通称、経過措置政令）　e-Gov法令検索